# 说谎者的扑克牌

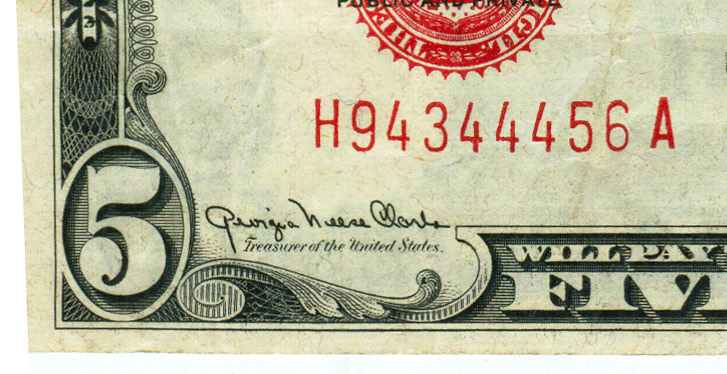
说谎者的扑克牌使用美钞上的八位流水号进行游戏

说谎者的扑克牌是一个结合统计判断与虚张声势的酒吧游戏，它使用美钞上的八位流水号进行游戏。玩家只需要任意找出数张纸币。游戏的目标是猜出某个数字个数，并且不超过所有玩家手中钞票流水号中该数字个数的总和。数字通常依以下顺序排列：2，3，4，5，6，7，8，9，0（10）与1（最大牌）。若第一位玩家叫三个6，那么他预计包括他本人所有玩家手里至少有三个6。下一位玩家需要增加牌序（三个7）或增加数字个数（四个5），或提出异议。当所有玩家都对某人的叫牌表示异议时游戏结束。如果这个叫牌是正确的，他将从其他玩家手里赢钱，但如果是错误的，则他输给每人一定数量的钱。

## 说谎者的扑克牌的概率
遇到异议时达到过关所需数字的数目的概率服从以下两个规则：
规则1，P（至少出现X个C的概率）= 1 - binomcdf (Y , 0.1 , X-1)

其中：

X = 所需数字的数目

C = 所需数字，其出现概率为1/10 = 0.1

Y = 未知数字的个数，等于其他玩家人数乘以8

binomcdf为离散二项分布
例一：两人游戏，你想测定对方有至少两个6的概率。

P（至少有两个6的概率）= 1 - binomcdf (8 , 0.1 , 1) = 0.18670...

所以有18.69%的概率对方有至少两个6。
例二：五人游戏，你想测定其他玩家是否有至少四个7。

P（至少有四个7的概率）= 1 - binomcdf (32 , 0.1 , 3) = 0.3997...

所以你有39.97%的概率其他四个玩家有至少四个7。
规则2，为计算至少出现X个C的概率，你要减去从X=1到X=X-1的概率。
P(X个C的概率) = Y nCr X x 0.1X x 0.9Y-X

其中:

X = 所需数字的个数

C = 所需数字，其出现概率为1/10 = 0.1

Y = 未知数字的个数，等于其他玩家人数乘以8
例：两人游戏，你要测定对方是否有至少两个6。

P（至少两个6） = 1 - P（没有6） - P（只有一个6）

P（没有6） = 8nCr0 x 0.10 x 0.98 = 0.4305

P（只有一个6） = 8nCr1 x 0.11 x 0.97 = 0.3826
P(至少两个6) = 1 - 0.4305 - 0.3826 = 0.18670...

因此有18.69%的概率对方有至少两个6。
两人至六人游戏中某一数字至少需要个数的全概率分布。
| 至少需要个数 / 其他玩家数 | -- 1 玩家 -- | -- 2玩家-- | -- 3玩家-- | -- 4玩家-- | -- 5玩家-- |
| ------------------------- | ------------ | ---------- | ---------- | ---------- | ---------- |
| 1                         | 0.56         | 0.81       | 0.92       | 0.97       | 0.99       |
| 2                         | 0.19         | 0.49       | 0.71       | 0.84       | 0.92       |
| 3                         | 0.04         | 0.21       | 0.44       | 0.63       | 0.78       |
| 4                         | 0.01         | 0.07       | 0.21       | 0.40       | 0.58       |
| 5                         | 0.00         | 0.05       | 0.09       | 0.21       | 0.37       |
| 6                         | 0.00         | 0.00       | 0.03       | 0.09       | 0.21       |
| 7                         | 0.00         | 0.00       | 0.01       | 0.04       | 0.10       |
| 8                         | 0.00         | 0.00       | 0.00       | 0.01       | 0.04       |

例如，如果你还需要三个特定数字，在两人游戏中你得到它的概率是4%，三人游戏为21%，四人游戏为44%，依此类推。

## 游戏策略
像一般的扑克游戏一样，说谎者的扑克牌游戏中到处都是欺骗。如果玩家想玩转这个游戏，需要充分掌握其中一些基于数学原理的策略。
游戏中玩家可能会遇到进退两难（damned if I do, damned if I don't）的选择。如果你提出异议则必定会输，但要是继续叫牌则必定被人提出异议。此时如果是两人游戏你永远都应继续叫牌，三人游戏中若你叫牌成功的概率高于25%则继续，四人游戏中高于33.33%则继续，换句话说，在n人游戏中当你继续叫牌成功概率大于(n-2)/(2n-2)时，你都应继续叫牌。
例：五人游戏，你的流水号为53653158。上家叫牌为七个3，你认为这很有可能，因为你自己就有两个3。你可以继续往上叫牌七个5。你此时还需四个5，这一概率为40%。此时的策略应是如果你的概率（40%）高于(n-2)/(2n-2)，n为所有玩家数，你要继续向高处叫牌。此时(5-2) / (2x5 -2) = 0.375x100% = 37.5%<40%，所以在统计学上你应继续叫牌。
|                    | 2人游戏  | 3人游戏 | 4人游戏 | 5人游戏 | 6人游戏 |
| ------------------ | -------- | ------- | ------- | ------- | ------- |
| (n-2)/(2n-2)       | 总是继续 | 0.25    | 0.33    | 0.38    | 0.40    |
| 允许的最大所需数目 | 总是继续 | 2或更少 | 3或更少 | 4或更少 | 4或更少 |

如上所述，说谎者的扑克牌处处都是欺骗，因此你不应该严格的遵守以上统计策略。

## 游戏示例
如果玩家都严格遵循以上数学模型，游戏将有可能如下进行。记住游戏中数字的大小从低到高按2-3-4-5-6-7-8-9-0-1顺序排列。
玩家1: 21068274

玩家2: 44789800

玩家3: 27706500

玩家4: 63523655
玩家1 开始
玩家1: 三个2（自己有两个2 - 92%的概率其他人至少有一个2）

玩家2: 四个4（自己有两个4 - 71%的概率其他人至少有两个4）

玩家3: 四个0（自己有三个0 - 92%的概率其他人至少有一个0）

玩家4: 五个5（自己有三个5 - 71%的概率其他人至少有两个5）

玩家1: 异议（其他人有至少四个2、6、7或8的概率为21%，而21%<33%）

玩家2: 五个0（自己有两个0 - 44%的概率其他人至少有三个0）

玩家3: 六个0（自己有三个0 - 44%的概率其他人至少有三个0）

玩家4: 异议（其他人至少有四个5的概率为21%，而21%<33%）

玩家1: 异议（其他人至少有五个2的概率为9%，而9%<33%）

玩家2: 异议（其他人至少有七个4、8或0的概率为1%，而1%<33%）
玩家3被所以人异议，每个人都说出自己0的个数。他们总共有正好有六个0，因此玩家3胜，其他玩家要向其支付赌金。
示例中四位玩家完全理解并遵守数学模型，但这个游戏充满了虚张声势的欺骗，玩家为了各自的利益，都会试图影响其他人的判断，而统计知识只是这一切的基础。

## 同名书籍
迈克尔·刘易斯于1989年所著同名书籍《说谎者的扑克牌》，讲述其在当时华尔街最大投资银行所罗门兄弟公司的四年工作经历，书中详细描述了交易员们如何玩这个游戏。该书曾被评为《商业周刊》年度最佳商业图书。